# Proceedings of the Royal Society of Edinburgh, Section A: Mathematics
Proceedings of the Royal Society of Edinburgh, Section A: Mathematics (soms ook geschreven met afwijkende interpunctie) is een internationaal, aan collegiale toetsing onderworpen wetenschappelijk tijdschrift op het gebied van de wiskunde.
De naam wordt in literatuurverwijzingen meestal afgekort tot Proc. Math. Roy. Soc. Edinb. A
Het tijdschrift is opgericht in 1941.
Het wordt uitgegeven door Cambridge University Press namens de Royal Society of Edinburgh en verschijnt 6 keer per jaar.